# 丸山真哉
丸山 真哉（まるやま しんや、1969年8月29日 - ）は、日本のテレビドラマプロデューサー。北海道出身。東京大学卒。AB型。東映テレビ・プロダクション代表取締役社長。

## 来歴・人物
1992年、東映に入社。1995年にメタルヒーローシリーズの『重甲ビーファイター』プロデューサー補を担当。その後、メタルヒーローシリーズ第16作『ビーロボカブタック』において日笠淳のもとでサブプロデューサーを務めながら、番組公式サイトの文責やサブタイトルの考案も担当した。
『燃えろ!!ロボコン』でもプロデュース業に従事した後は特撮を離れ、『おみやさん』『遺留捜査』などの刑事ドラマを手掛ける。2019年にはスーパー戦隊シリーズ第43作『騎士竜戦隊リュウソウジャー』で同シリーズを初担当。
『美少女戦士セーラームーン』を担当していた頃にスーパー戦隊シリーズの企画書を提出したこともあったが実現には至らなかった。『リュウソウジャー』では自身のスケジュールに余裕があったことから立候補したが、上司の白倉伸一郎からは物好きに思われたという。
2023年6月23日、東映テレビ・プロダクション代表取締役社長に就任。

## 主な作品

### テレビドラマ
単独・チーフプロデューサー作品
- 女刑事みずき〜京都洛西署物語〜 全作
- 警視庁捜査一課9係 全作
- Answer〜警視庁検証捜査官
- みをつくし料理帖2
- 出入禁止の女〜事件記者クロガネ〜
- 遺留捜査
- 警視庁さがし物係
- 指定弁護士
- 騎士竜戦隊リュウソウジャー
- 管理官キング
- 特捜9 season5,6

サブプロデューサー作品
- ビーロボカブタック
- テツワン探偵ロボタック
- 燃えろ!!ロボコン
- 土曜ワイド劇場
- zap Entertainment!　おれ、ぼく、あたし。パート1,2
- おみやさん パート1,2
- 美少女戦士セーラームーン (テレビドラマ)
- 踊る！親分探偵
- 白虎隊
- 天と地と
- 刑事7人　第2シリーズ
- 特捜9 season3,４

プロデューサー補作品
- 重甲ビーファイター
- ビーファイターカブト

プロデューサー協力作品
- 4週連続スペシャル スーパー戦隊最強バトル!!

### 映画
- 二流小説家　シリアリスト（2013年）プロデューサー
- スーパー戦隊シリーズ - チーフプロデューサー
  - 騎士竜戦隊リュウソウジャー THE MOVIE タイムスリップ!恐竜パニック!!（2019年）
  - 劇場版 騎士竜戦隊リュウソウジャーVSルパンレンジャーVSパトレンジャー　(2020年)　
  - 騎士竜戦隊リュウソウジャー 特別編 メモリー・オブ・ソウルメイツ（2021年）

### 脚本
- 特捜9 season3　第5話（2020年）
- 騎士竜戦隊リュウソウジャー 特別編 メモリー・オブ・ソウルメイツ（2021年）
- 特捜9　season4　第12話（2021年）